# جون فلتیمر
جون فلتیمر، (به انگلیسی: Jon Feltheimer) (زاده ۲ سپتامبر ۱۹۵۱) کارآفرین، تهیه‌کننده و مدیر ارشد اجرایی آمریکایی است، که در حال حاضر به‌عنوان مدیر عامل اجرایی شرکت لاینزگیت فعالیت می‌کند.